# Eupragia hospita
Eupragia hospita är en fjärilsart som beskrevs av Ronald W. Hodges 1969. Eupragia hospita ingår i släktet Eupragia och familjen plattmalar. Inga underarter finns listade i Catalogue of Life.